# Energie-Ingenieurwesen
Energie-Ingenieurwesen bezeichnet ein Berufsfeld und umfasst Tätigkeiten in den Bereichen Energieeffizienz, Energiedienstleistungen, Liegenschaftsverwaltung, Anlagentechnik, Regelkonformität in Umweltfragen und Energiegewinnung aus konventionellen und erneuerbaren Energiequellen. Das Fach vereint Wissen aus den Bereichen Physik, Mathematik und Chemie mit wirtschafts-, rechts- und sozialwissenschaftlichen Fragestellungen.

## Berufsbild
Energie-Ingenieure übernehmen Aufgaben beim Projektieren, Planen, Bauen und Betreiben von Kraftwerken und Energiesystemen sowie bei Planung, Bau und Energieversorgung von Gebäuden. Schwerpunkte der Aufgaben im Bereich der Energiesysteme liegen auf der Vernetzung von zentralen, dezentralen und lokalen Kraftwerken bei der Verteilung, Speicherung und Nutzung von Energie, insbesondere von fluktuierenden regenerativen Energiequellen wie Sonne und Wind. Im Bereich der Energienutzung in Gebäuden und Gebäudesystemen steht effizientes Management der Energieressourcen und Möglichkeiten der Energierückgewinnung im Mittelpunkt. Dafür ermitteln Energie-Ingenieure Kennzahlen, erstellen Prozesshandbücher, verfassen Reportings und analysieren Verbrauchsdaten.
Energie-Ingenieure sind im Bereich des Energiemanagements, im technischen Vertrieb, im Bereich von Beratungstätigkeiten und im Bereich Forschung und Entwicklung tätig.

## Ausbildung
Im deutschsprachigen Raum bieten einige Hochschulen und Universitäten Lehrgänge an, die gezielt auf einen Einsatz als Energie-Ingenieur vorbereiten. Die Studienzuschnitte und -schwerpunkte sind dabei unterschiedlich. Auch die Bezeichnungen der Studiengänge sind bisher nicht einheitlich. Absolventen erwerben in der Regel den Grad Bachelor of Engineering (B.Eng.). Anschließende Masterstudiengänge qualifizieren zum Master of Science (M.Sc.). 
Studierende sollten grundsätzliches naturwissenschaftliches Interesse mitbringen, vor allem für die Bereiche Physik und Mathematik. In beiden Fachbereichen geht es vor allem um anwendungsbezogene Kenntnisse, insofern eignet sich der Studiengang auch für Interessierte ohne ausgesprochenes Theorieinteresse an diesen Fächern. Außerdem müssen Studierende sich auf Themen aus den Bereichen Recht, Wirtschaft und Management einlassen. In der Regel setzen die Studierenden im Laufe des Studiums auch Praxisprojekte um und fertigen Laborarbeiten an. 
Studienvoraussetzung ist eine allgemeine Hochschulreife oder eine Fachhochschulreife. Manche Bundesländer bzw. Hochschulen fordern zusätzlich die Teilnahme an einem Orientierungstest. Einige Hochschulen bieten ein duales Studium an. Teilnehmende absolvieren eine handwerkliche Ausbildung und nehmen parallel zur Ausbildung das Bachelor-Studium auf.